# 미국 심리학회
미국 심리학회(영어: American Psychological Association, APA)는 미국에서 심리학 분야의 가장 큰 과학 및 전문 조직으로 과학자, 교육자, 임상의, 컨설턴트 및 학생을 포함하여 118,000 명이 넘는 인적자원을 보유하고 있다. APA의 연간 예산은 약 115백만 달러이다. 심리학이나 국소 영역의 다른 하위분과(subspecialties)에서 다루는 APA 관심 그룹으로 54개 분과(divisions) 위원회가 있다.

## 설립
APA는 1892년 7월 매사추세츠주의 클라크 대학교(Clark University)에서 약 30 명의 소그룹으로 설립되었다. 1916년까지 300 명 이상의 회원이 가입하였다. 초대 회장은 스탠리 홀(G. Stanley Hall)이었다. 2차 세계 대전 중 APA는 다른 심리적 조직과 합병하여 새로운 부서 구조를 형성했다. 19개 부서인 분과 위원회가 1944년에 승인되었다. 가장 많은 구성원을 가진 분과는 임상 및 상담 부문이다. 1960년에서 2007년까지, 분과 수는 54 개로 확대되었다. 오늘날 APA는 60 개의 주, 준주 및 캐나다 주정부 협회와 제휴하고 있다.

## 초기
한편 1892년 매사추세츠주에서 결성된 미국심리학회를 창설한 주요 멤버로는 그랜빌 홀(Granville Stanley Hall,1844-1924), 조지 레드(George T. Ladd,1842-1921), 제임스 카텔과 함께 윌리엄 제임스 등이 있다.

## 같이 보기
- 미국정신의학협회 (American Psychiatric Association, APA)
- 한국심리학회